# Sankt Margarethen bei Knittelfeld
Pour les articles homonymes, voir Sankt Margarethen.
Sankt Margarethen bei Knittelfeld est une commune autrichienne du district de Murtal en Styrie.